# Chisholm v. Georgia
Chisholm v. Georgia przez wielu uważana jest za pierwszą istotną sprawę sądową rozstrzygniętą przez Sąd Najwyższy Stanów Zjednoczonych. 
W 1792 roku obywatel stanu Karolina Południowa Alexander Chisholm usiłował wyegzekwować na drodze sądowej zapłatę od stanu Georgia za dobra dostarczone przez jego klienta podczas wojny o niepodległość Stanów Zjednoczonych. Georgia nie uznawała tego powództwa i uważała, że jako suweren nie musi uczestniczyć w procesie, na który się nie zgadza.
W swoim werdykcie z 1793 roku Sąd Najwyższy stosunkiem głosów 4 do 1 uznał konstytucyjne prawo indywidualnych obywateli jednych stanów do wnoszenia skarg sądowych przeciwko innym stanom. Ten kontrowersyjny precedens został uchylony poprzez uchwalenie 11. poprawki do Konstytucji Stanów Zjednoczonych w 1795 roku.